# 합유
합유(合有)는 법률의 규정이나 계약에 의하여 수인이 조합체로서 물건을 소유하는 형태를 말한다. 법률의 규정으로 합유 관계가 성립하는 것으로는 민법의 조합재산, 수탁자가 수인있는 경우 신탁 재산 등이 있다. 부동산을 합유하는 때에는 등기를 해야 한다. 합유는 공유와 총유의 중간 형태로 공유와 달리 합유는 지분처분의 자유와 분할청구권이 없다.

## 성질
공유와 총유의 중간 형태로, 공유와 달리 합유는 지분처분의 자유와 분할청구권이 없다.

## 분류
- 공유
- 총유